# Isaak Phillips
Isaak Phillips (Barrie, Ontario, 28 de septiembre de 2001) es un jugador profesional canadiense de hockey sobre hielo que se desempeña en la posición de defensor izquierdo en Chicago Blackhawks, equipo de la National Hockey League (NHL).

## Carrera
Fue seleccionado en la quinta ronda en la NHL Entry Draft de 2020. En 2021 hizo su debut profesional con el equipo Chicago Blackhawks, donde lleva jugando tres temporadas.